# Забайкино
Забайкино — деревня в Петровском районе Саратовской области, входит в Синеньское муниципальное образование.
Расположена в 23 км к северо-востоку от Петровска и в 105 км к северо-северо-западу от Саратова. Деревня находится в 1 км от границы с Пензенской областью.
| 2010 |
| ---- |
| 17   |

## История
Деревня основана в 1924 году переселенцами из села Козловка Пензенской области.
В радиусе четырёх километров берут свое начало восемь рек текущие в разные стороны. В деревне Забайкино берет свое начало речка Вершаутка.
Первыми поселенцами были три семьи Кораблевых, Капитошиных (Федотовых) и Коломаровых.
Название деревни произошло от места расположения поселения (недалеко на опушке леса, менее километра, находилось поместье (хутор) Байкина около 5 домов) после раскулачивания в 1929 году хутор распался. В разговоре указывали, что поселились за Байкиным. Так и появилось название Забайкино.
В 1960-е годы деревня насчитывала 64 домовладения расположенных строго по прямой линии с севера на юг в одну улицу, которая в дальнейшем получила название Вишневая. Численность населения составляла более 300 человек. Овраг с истоком речки Вершаутка был перепружен и сделан большой прекрасный пруд находящийся прямо в деревне за огородами. Плотина соединила берега оврага и дала возможность значительно сократить дорогу до леса и хутора Байкина, деревне Дмитриевка и Савкино, а также дола возможность разводить рыбу. В лесу было много грибов и ягод, орехов водилось много зайцев, куропаток, глухарей, лосей и кабанов.
Деревня входила в состав колхоза Родина 3я бригада.
В деревне имелись начальная школа, клуб, магазин, маслобойня, мельница, пилорама, конеферма, овцеферма, свиноферма, пасека, ферма молодняка КРС, зернохранилища, склады, дизельная электростанция. 
Решение «О Коллективизации», принятое на 15 съезде ВКП(б) в 1927 году послужило поводом к массовым раскулачиваниям, которое в Пензенской и Саратовской губерниях началось в 1929 году. В Забайкино никаких кулаков не было, были трудолюбивые крестьяне, которые трудились с утра до ночи без выходных и праздничных дней, однако раскулачивание коснулось и их.
Численность населения в 1970-е годы составляла около 250 жителей, которое после получения паспортов начало резко сокращаться.
После окончания начальной школы (3 класса) школьники вынуждены были уезжать учиться в интернаты сел Козловка и Ножкино или Петровска с понедельника по субботу. Работы для молодежи не было, поэтому парни после службы в Советской армии, как правило, в деревню не возвращались, девушки выходили замуж и тоже покидали деревню. Электричество в село было проведено только в 1973 году. Деревня не была газифицирована, хотя ближайший газопровод находится в 5 километрах в Савкино, отопление дровяное, водопровод отсутствует, воду добывают из колодцев, дороги с твердым покрытием нет.
В 1997 году развалился колхоз, работы ни стало вовсе. Некогда благополучная и красивая деревня пришла в запустение. Плодородные земли заросли бурьяном и лесом.
В 2019 году в деревне осталось 20 домов, 15 из которых используются в качестве дач. Численность постоянных жителей составляет 6 человек.